# ブリエンツ・ロートホルン鉄道H2/3 6-7形蒸気機関車

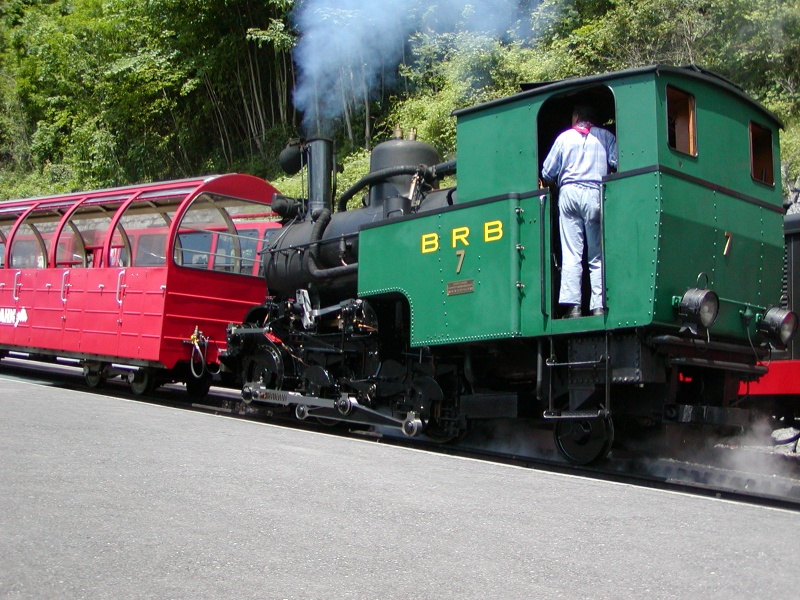
前傾した形態を持つHG2/3 7号機

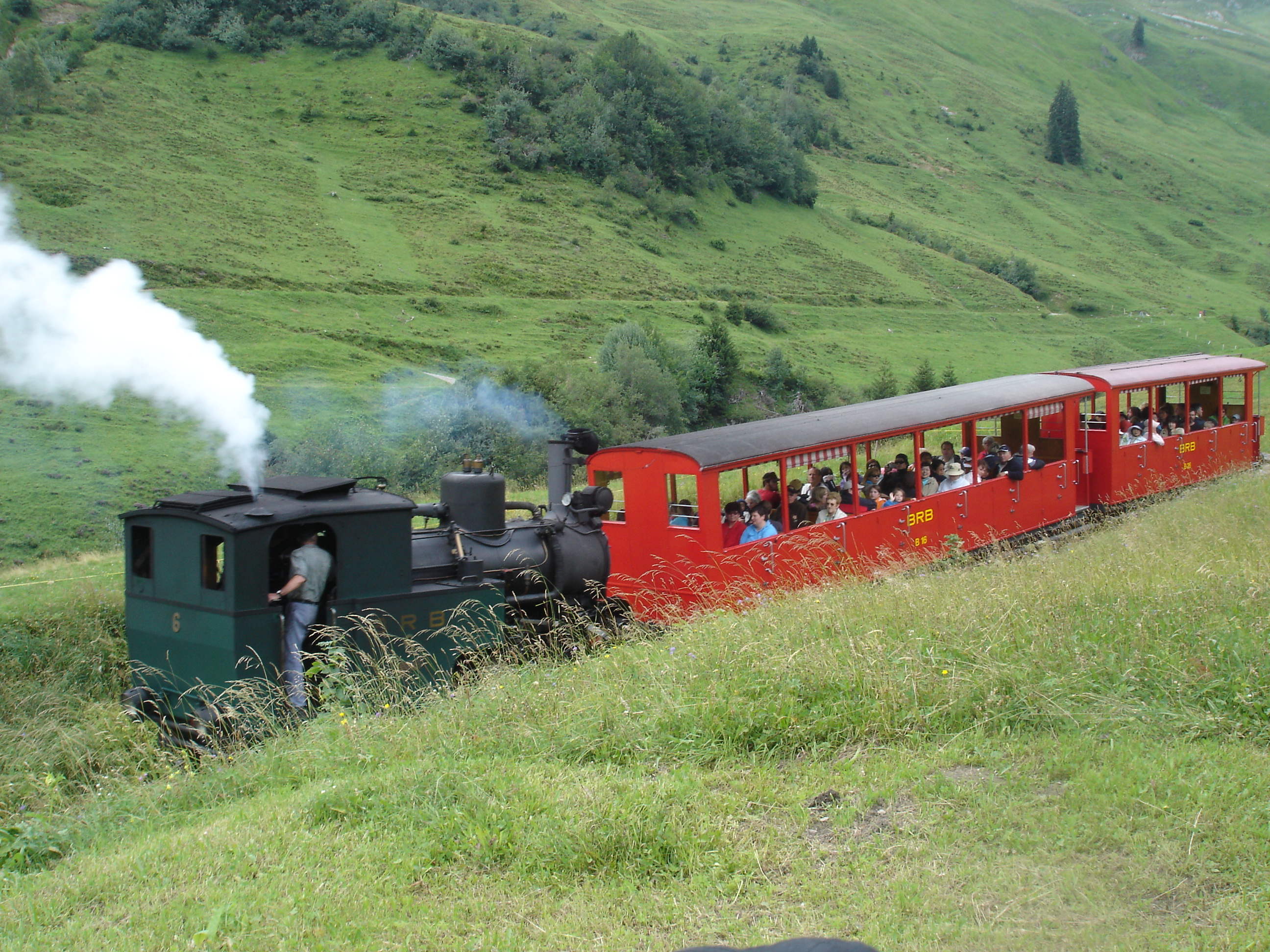
HG2/3 6号機、本形式は客車2両を推進できる性能を持つ

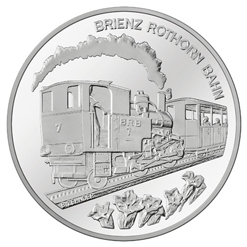
2009年のスイスの20フラン記念硬貨にデザインされたH2/3 7号機

ブリエンツ・ロートホルン鉄道H2/3 6-7形蒸気機関車（ぶりえんつ・ろーとほるんてつどうH2/3 6-7がたじょうききかんしゃ）は、スイス中央部の私鉄であるブリエンツ・ロートホルン鉄道（Brienz Rothorn Bahn（BRB））で使用されている山岳鉄道用ラック式蒸気機関車である。

## 概要
ブリエンツ・ロートホルン鉄道はスイス中央部ブリエンツ湖畔のブリエンツ駅から標高2350mのブリエンツ・ロートホルンの山頂近く、2244mのロートホルンクルム駅までを登る800mm軌間の登山鉄道として1892年に開業しており、蒸気機関車牽引の列車で運行されていた。同鉄道は開業後利用者数が伸び悩んでおり、第一次世界大戦の影響により1914年に休止されて以降、本格的な運行は1931年6月13日に再開されて現在に至っている。
本形式は同鉄道が運行を再開後の輸送量増加に伴い、1933、36年にそれまで使用されていたH2/3形の1I-5号機よりも牽引力を増加させた、より大型の新形式として増備された機体であり、それまでは各列車客車1両であったものを本形式では2両を推進することができるようになっている。本形式はH2/3形の1I-5形と同じくSLM製のラック式蒸気機関車であるが、そのSLM社は蒸気機関車メーカーとしては後発であったが、1873年に最初のラック式蒸気機関車を オーストリアのカーレンベルク鉄道向けに製造して以降、ラック式の蒸気機関車の製造を得意として世界的に多くのシェアを占めるようになっており、その後1970年頃の統計では世界のラック式蒸気機関車の33%が同社製となっている。しかしながら、本形式の製造された1930年代においてはスイス国内や欧州のラック式鉄道の多くが電化もしくは電化の検討がされていたため、SLM社でも以前のような小型登山鉄道用蒸気機関車のシリーズを用意しておらず、本形式はモン・ルヴァール鉄道に導入された車軸配置3’1ｚｚｚのS1形をベースにブリエンツ・ロートホルン鉄道向けに車軸配置を2'1zzにし、駆動装置も若干簡略化した、同鉄道独自の機体となっている。また、本形式はラック式専用のもので、ブリエンツ・ロートホルン鉄道が最急250パーミルの上り片方向の勾配の路線であったため、その約1/2の勾配でボイラーおよび運転室が水平となるよう前傾した構造となっているほか、機関車中央のボイラー下部にシリンダを配置し、歯車による減速装置を併用することで機体を小型にまとめていることが特徴となっている。なお、それぞれの機番とSLM製番、 製造年、価格は下記のとおりである。
- 6 - 3567 - 1933年 - 51,000
- 7 - 3611 - 1936年 - 67,000

## 仕様

### 車体
- 外観は前傾したボイラーに2軸のピニオン軸および支持輪と従輪を車軸配置2zz'1に配置し、ボイラー中央下部にシリンダを配置している ものである。外観はベースとなったモン・ルヴァール鉄道のS1形と類似のもので、基本的な構造や運転室などのデザイン、一部鋳鋼品などが共通となっており、煙室扉周りや運転室周りを始め、全体にシンプルなデザインのスイス製蒸気機関車の標準的なスタイルである。また、当時のSLM製の蒸気機関車では煙室扉の開閉ハンドルと、扉のヒンジの上下を三角形に結ぶ型材を設けたデザインが主流となっていたが、本形式では煙室扉周囲に閂が並ぶものとなっている。
- 本形式はボイラーおよび運転室、シリンダが前傾し、支持輪、従輪ほか走行装置が水平となっているため、台枠は台形をしているが、ボイラーなどと同様に台枠の補強、ブレーキシリンダなど多くの台枠装備品は前傾しており、支持輪の軸箱守、従台車をはじめ、ブレーキ引張棒、連結器や緩衝器などがレール面と平行となっている。なお、SLM製の登山鉄道用の蒸気機関車は、最初にシリーズ化されたII/3 H形の第１シリーズでは本形式と同様に機関車全体のうち支持輪・従台車関連のみが水平でボイラー・運転室・シリンダや弁装置などが前傾している形態であったが、その後のII/3 H形の第2-4シリーズでは逆に機関車全体のうち、ボイラーのみが前傾しており、運転室・シリンダや弁装置・走行装置などが水平となる形態となっており、本形式で再度第１シリーズと同方式に戻る形となっている。
- 運転室背面下部には2か所の丸型の引掛式の前照灯および標識灯が設置できるようになっていたが、列車の中間に入る機関車正面には通常は灯具類は装備されていない。連結器は機関車前部端梁の中央に緩衝器が、後部には鋼材による緩衝器受けが設置される簡易なもので、客車等の牽引用にその左右に連結用のチェーンを設置することができるものとなっている。

### 走行装置
- ボイラーは全伝熱面積が36.45m2、蒸気圧力14kg/cm2の過熱蒸気式であり、シリンダがボイラー中央下部に設置されているため、蒸気は加減弁から一旦ボイラー外を経由して煙突後部からボイラー内の過熱管に戻り、そこから再度ボイラー外に出てシリンダへ至る構造となっている。
- 走行装置はピニオン駆動用に2シリンダ単式でワルシャート式弁装置の駆動装置を装備している。径300mm/行程400mmのシリンダを台枠上のボイラー横部に前向きに配置して、ボイラー台前部の台枠上に設置された中間軸を駆動し、駆動力は中間軸の小歯車から歯車比1:2.2で一段減速されて台枠前端部に設置されたジャック軸の大歯車へ伝達され、そこからロッドで動力を前後2軸のピニオン軸に伝達する方式となっている。
- 台枠に設置された2軸のピニオン軸にはピニオン軸とは独立して回転する支持輪が軸距1530mm、軌間800mmで配置され、これと1軸従台車とを合わせて車軸配置は2zz'1となっている[6]。ラック方式はラックレール2条のアプト式でピニオン有効径は573mmの2枚組、支持輪径は653mm、従輪径は440mm、台枠は鋼板 による外側台枠式の板台枠である。
- 石炭の積載量は0.55t、水積載容量は1.5m3で、水タンクはサイドタンク式であるが、山頂方向へ運転時には1回で約2m3の水を消費するため、中間駅で給水を行っている。
- ブレーキ装置は、ピニオンに併設されたブレーキ用ドラムに作用するバンド式ブレーキ装置が設置されるほか、反圧ブレーキを装備している。

### 主要諸元
- 軌間：800mm
- 方式：2シリンダ、過熱蒸気式タンク機関車
- 軸配置：2zz'1
- 最大寸法：全長6410mm
- 機関車全軸距：3100mm
- 固定軸距：1530mm
- 支持輪径：653mm
- 従輪径：520mm
- ピニオン有効径：573mm
- 自重：16.7t[7]
- 運転整備重量：20.0t[8]
- ボイラー
  - 火格子面積/火室伝熱面積/ボイラー伝熱面積/過熱面積/全伝熱面積：0.78m2/4m2/26m2/6.45m2/36.45m2
  - 使用圧力：14kg/cm2
- シリンダ
  - 径：300mm
  - ストローク；400mm
  - 減速比：2.20
- 弁装置：ワルシャート式
- 出力：220kW
- 牽引力
  - 牽引力：50kN[9]
  - 牽引トン数：12.8t（250パーミル上り）
- 最高速度：9km/h（250パーミル上り）
- 水搭載量：1.05m&sup3 （ボイラー内）、1.5m&sup3（水タンク内）
- 石炭搭載量：0.55t
- ブレーキ装置：手ブレーキ、反圧ブレーキ

## 運行
- 製造後はブリエンツ・ロートホルン鉄道の全線で運用されている。この鉄道はスイス国鉄[10]唯一の1m軌間の路線で現在ではツェントラル鉄道[11]の路線となっているブリューニック線およびブリエンツ湖の船運と接続するブリエンツから、標高2350mのブリエンツ・ロートホルン山頂付近のロートホルンクルムへ登る登山鉄道であり、全長7.60km、標高566.0-2244.0m、最急勾配250パーミルの山岳路線である。ラック方式はラックレールが2条のアプト式で、ピッチ120mm、歯末たけ15mm、歯先レール面上高50mm、歯厚25mmとなっている。
- 本形式を含む、1931年の再開後1930年代に輸送力増強のために導入された機体は以下の通りである。
  - 蒸気機関車（2機）：H2/3 6-7号機（本形式）
  - 客車（3両）：C 16形およびC26形、C27形（3等オープン客車）
- その後の輸送力の増加に伴って1970年代に入ってHm2/2 8-11形ディーゼル機関車が導入されて本形式などの蒸気機関車とともに運行され、気動車の導入が計画されたこともあった。さらに1992-96年には新設計・新造の蒸気機関車であるH2/3 12...16形が増備されており、現在では本形式のH2/3 7号機は運用を外れて保管されている。
- ブリエンツ・ロートホルン鉄道では本形式が客車2両を推進する列車で、H2/3 1I-5形は1両、H2/3 12...16形およびHm2/2 8-11形は2両の客車を推進してそれぞれ運行されており、多客時には続行運転で運転されている。また、開業から現在に至るまで冬季は運休している。